# HD 121474
Désignations
HD 121474, également désignée HR 5241, est une étoile géante de la constellation australe du Centaure, localisée près de sa limite sud avec le Compas. Elle est visible à l'œil nu avec une magnitude apparente de 4,71. L'étoile présente une parallaxe annuelle de 15,29 ± 0,08 mas telle que mesurée par le satellite Gaia, ce qui permet d'en déduire qu'elle est distante de 65,42 ± 0,34 pc (∼213 al) de la Terre. Sa magnitude absolue est de 0,67 et elle s'éloigne du Système solaire à une vitesse radiale de +22 km/s.
HD 121474 est une étoile géante rouge de type spectral K1,5IIIb:, qui a épuisé les réserves en hydrogène qui étaient contenues dans son noyau. Son rayon est 13 fois plus grand que le rayon solaire, et elle présente une métallicité proche de celle du Soleil avec un indice [Fe/H] = −0,01. L'étoile est 70 fois plus lumineuse que le Soleil et sa température de surface est de 4 679 K.